# Paulo Fukue
Paulo Iutaka Fukue (03 de abril de 1948) é um quadrinista nipo-brasileiro. Iniciou a carreira nos anos 1960, ao lado do irmãos Mario e Roberto Fukue, na Edrel, para a editora, Paulo criou o personagem Tarun, um tarzanide brasileiro, publicado na revista Magia Verde. Além de Tarun, também ilustrou Super Heros e Pabeyma. Pabeyma foi criado pelo roteirista Nelson Ciabattari y Cunha para tiras diárias publicados no Jornal Paulista em 1964, Pabeyma é o resultado de uma experiência feita por alienígenas que chegaram na Terra durante a pré-história, Pabeyma foi criado por tupi-guaranis e se tornou uma espécie de herói e diplomata. Cunha escreveu um livro sobre o tema: Os Deuses Eram Astronautas - Origem dos Deuses e Semideuses (EDREL, 1968).
Fukue assumiu o posto de editor após a saída de Minami Keizi (que era o responsável pelo setor editorial desde a fundação da editora, da qual era sócio), mesmo após ter saído da Edrel, prestou depoimento a agentes do DOPS durante a ditadura militar brasileira junto com Marcílio Valenciano, um dos donos da editora, sob a acusação de terem publicado um "texto comunista" de autoria de Rubens Francisco Lucchetti". em 1973, pela editora Minami & Cunha de Minami Keizi e Carlos da Cunha, publicou o one-shot Sanjuro, O Samurai Impiedoso parceria com Paulo Hamasaki que conta a história de um samurai no Velho Oeste, o personagem foi inspirado no personagem do filme Tsubaki Sanjūrō (1962) de Akira Kurosawa. Na Editora Abril, recebeu o apelido de "engenheiro de papel" por elaborar miniaturas de papel para montar na revista Destaque e Brinque.
Em 1995, ganhou o Prêmio Angelo Agostini na categoria Mestre do Quadrinho Nacional, em 2008, Fukue ganhou o Troféu HQ Mix de grande mestre, juntamente com outros quadrinistas de origem japonesa (Ypê Nakashima, Fernando Ikoma, Minami Keizi e Roberto Fukue).